# Ferrari 555 Supersqualo
Der Ferrari 555 Supersqualo war ein Formel-1-Rennwagen, den Ferrari 1955 in der Automobil-Weltmeisterschaft einsetzte.

## Entwicklungsgeschichte
Der 555 Supersqualo war die konsequente technische Weiterentwicklung des 553 Squalo. Der direkte, chronologische Vorgänger, der Ferrari 625F1 wurde auf Grund der Unvereinbarkeit mit dem (in dieser Zeit gültigem Reglement) übergangen. Das Fahrzeug wurde komplett überarbeitet, bekam einen neuen Gitterrohrrahmen, neue Kühler und eine niedrigere Karosserie. Beibehalten wurde der 2,5-Liter-Motor, der schon im 553 zum Einsatz kam.

## Renngeschichte
Der Wagen gab beim Großen Preis von Monaco sein Debüt in der Formel 1. Schon der 553 war schwer zu fahren. Eine ungünstige Gewichtsverteilung, die sich auch beim 555 nur teilweise beheben ließ, machte die Abstimmungsarbeit für die Piloten schwierig. So siegte in Monaco der „falsche“ Ferrari: Maurice Trintignant gewann überraschend mit dem Ferrari 625F1. Piero Taruffi, der nach einem frühen Ausfall den Wagen von Paul Frère übernommen hatte, kam über Rang acht nicht hinaus. Harry Schell im dritten 555 fiel mit Motorschaden aus.
Die Erfolge des 555 blieben bescheiden. Die Saison litt unter vielen Absagen von wichtigen Rennen. Nach der Katastrophe von Le Mans ging ein Schock durch die Motorsportwelt und die Formel-1-Saison schrumpfte auf sieben Rennen. Der 555 hätte jedoch viele Rennen gebraucht, um zur ernsthaften Konkurrenz für Mercedes-Benz werden zu können. So blieben die dritten Plätze von Giuseppe Farina beim Grand Prix von Belgien in Spa-Francorchamps und von Eugenio Castellotti beim Grand Prix von Italien in Monza die besten Ergebnisse dieses Renntyps. Insgesamt kamen die 555 nur 14-mal zum Einsatz.
Bis in die späten 1950er-Jahre liefen einige 555 in privaten Händen noch bei dutzenden Rennveranstaltungen.

## Trivia
Der Name „Squalo“ bedeutet im italienischen „Hai“. Diese Bezeichnung bekam der Wagen ursprünglich wegen seiner lang gezogenen Schnauze. Zum „Supersqualo“ wurde er durch die umfangreichen Modifikationen für die Saison 1955.
Die, hinter den Vorderrädern angebrachten Bleche sind keine wie öfters beschrieben aerodynamischen Hilfsmittel, sondern nur „rudimentäre Schutzbleche“, die das Aufwirbeln von Schmutz, Steinen, Regen etc. vermeiden.
Ein 555 wurde mit einem Lancia-V8-Motor ausgestattet und nach Argentinien verkauft.

## Rennergebnisse
In untenstehender Tabelle sind ausschließlich die Ergebnisse des „Supersqualo“ mit den jeweiligen Piloten gelistet. Informationen zu den gleichzeitig eingesetzten Typen und den jeweiligen Fahrern finden sich in den Fußnoten.
- Die ersten fünf jedes Rennens bekamen 8, 6, 4, 3 bzw. 2 Punkte; einen weiteren Punkt gab es für die schnellste Rennrunde.
- Die besten fünf Resultate wurden gewertet.

| Jahr | Team             | Reifen           | Fahrer              |     |       |     |        |        |        |            | Punkte |
| ---- | ---------------- | ---------------- | ------------------- | --- | ----- | --- | ------ | ------ | ------ | ---------- | ------ |
| 1955 | Scuderia Ferrari | Englebert Dunlop | Piero Taruffi       | – 1 | 8 5   | – 1 | – 1    | – 1    | – 12   | – 12       | 0      |
| 1955 | Scuderia Ferrari | Englebert Dunlop | Harry Schell        | – 2 | DNF 6 | – 1 | DNS 11 | – 9    | – 8    | – 1        | 0      |
| 1955 | Scuderia Ferrari | Englebert Dunlop | Nino Farina         | 3   | 4 7   | – 1 | 3      | – 9    | – 1    | – 14       | 10,3   |
| 1955 | Scuderia Ferrari | Englebert Dunlop | Paul Frère          | – 1 | 8 5   | – 1 | 4      | – 9    | – 1    | – 1        | 3      |
| 1955 | Scuderia Ferrari | Englebert Dunlop | Maurice Trintignant | 3   | 1     | – 1 | 6      | DNF 10 | DNF 6  | 8          | 11,3   |
| 1955 | Scuderia Ferrari | Englebert Dunlop | Eugenio Castellotti | – 4 | – 4   | – 1 | – 4    | 5      | DNF 10 | 3          | 6      |
| 1955 | Scuderia Ferrari | Englebert Dunlop | Mike Hawthorn       | – 1 | – 8   | – 1 | – 8    | 7      | 6 13   | DNF 10, 15 | 0      |
| 1955 | Scuderia Ferrari | Englebert Dunlop | Umberto Maglioli    | 3   | – 1   | – 1 | – 1    | – 1    | – 1    | 6          | 1,3    |

| Legende  | Legende            | Legende                                                          |
| Farbe    | Abkürzung          | Bedeutung                                                        |
| -------- | ------------------ | ---------------------------------------------------------------- |
| Gold     | –                  | Sieg                                                             |
| Silber   | –                  | 2. Platz                                                         |
| Bronze   | –                  | 3. Platz                                                         |
| Grün     | –                  | Platzierung in den Punkten                                       |
| Blau     | –                  | Klassifiziert außerhalb der Punkteränge                          |
| Violett  | DNF                | Rennen nicht beendet (did not finish)                            |
| Violett  | NC                 | nicht klassifiziert (not classified)                             |
| Rot      | DNQ                | nicht qualifiziert (did not qualify)                             |
| Rot      | DNPQ               | in Vorqualifikation gescheitert (did not pre-qualify)            |
| Schwarz  | DSQ                | disqualifiziert (disqualified)                                   |
| Weiß     | DNS                | nicht am Start (did not start)                                   |
| Weiß     | WD                 | zurückgezogen (withdrawn)                                        |
| Hellblau | PO                 | nur am Training teilgenommen (practiced only)                    |
| Hellblau | TD                 | Freitags-Testfahrer (test driver)                                |
| ohne     | DNP                | nicht am Training teilgenommen (did not practice)                |
| ohne     | INJ                | verletzt oder krank (injured)                                    |
| ohne     | EX                 | ausgeschlossen (excluded)                                        |
| ohne     | DNA                | nicht erschienen (did not arrive)                                |
| ohne     | C                  | Rennen abgesagt (cancelled)                                      |
| ohne     | keine WM-Teilnahme |                                                                  |
| sonstige | P/fett             | Pole-Position                                                    |
| sonstige | 1/2/3/4/5/6/7/8    | Punktplatzierung im Sprint-/Qualifikationsrennen                 |
| sonstige | SR/kursiv          | Schnellste Rennrunde                                             |
| sonstige | *                  | nicht im Ziel, aufgrund der zurückgelegten Distanz aber gewertet |
| sonstige | ()                 | Streichresultate                                                 |
| sonstige | unterstrichen      | Führender in der Gesamtwertung                                   |